# Dajti Express

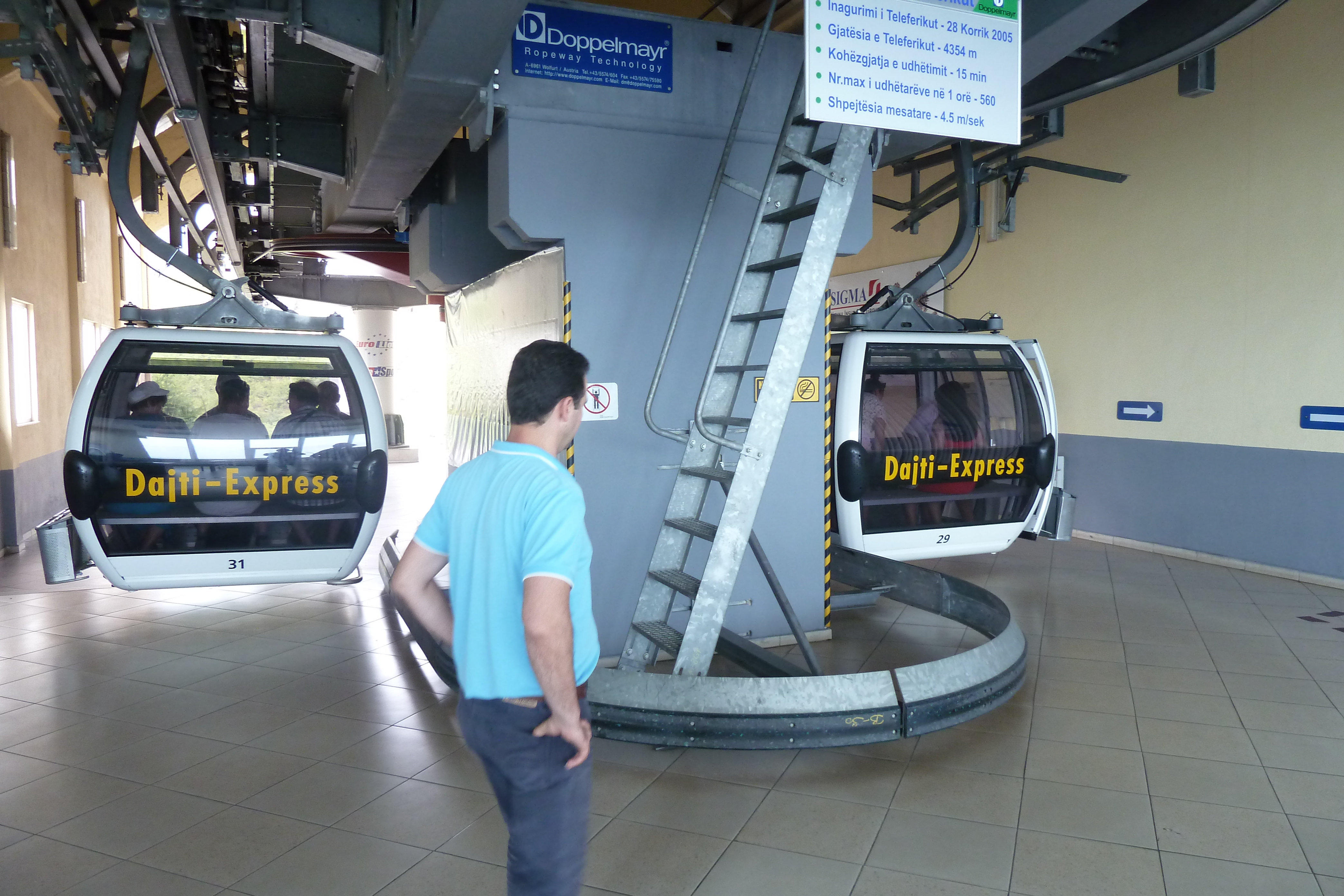
Vue de la station inférieure (2014).

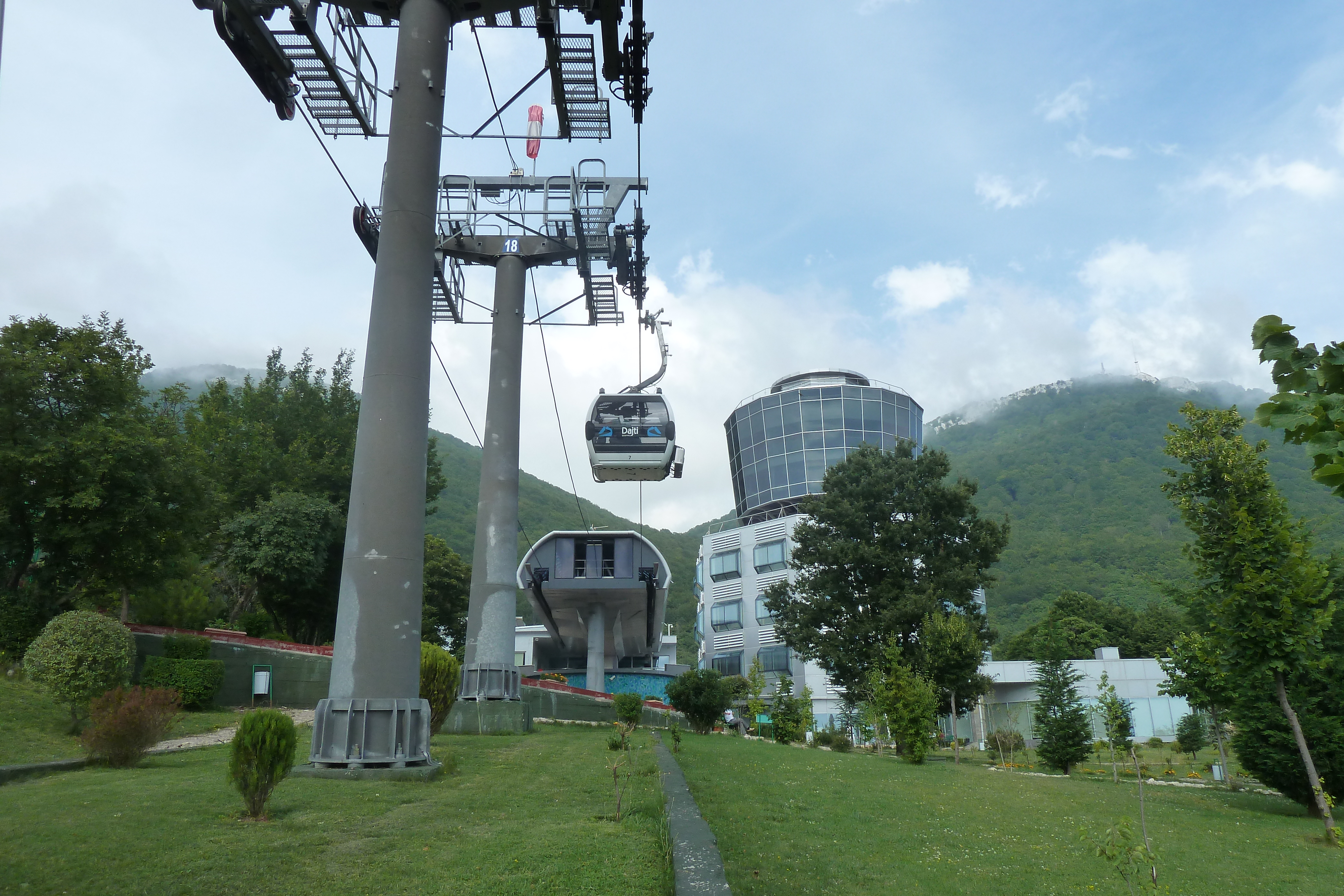
Le complexe touristique au sommet, avec des hôtels, des restaurants et un parc national (2014).

Le Dajti Express (en albanais : Dajti ekspres) est un téléphérique en Albanie qui mène de Porcelani, dans la partie orientale de la ville de Tirana, au parc naturel du Dajti (sq) et au Parc national de la montagne Dajti, sur le mont Dajti.

## Histoire
Le Dajti Express est terminé en 2005 et est inauguré le 28 juillet de la même année,. Le Dajti Expres comporte trente cabines monocable dont chacune a une capacité de huit personnes. Le trajet de 4 354 mètres est effectué en quinze minutes.